# Spiraea flexuosa
Spiraea flexuosa là loài thực vật có hoa trong họ Hoa hồng. Loài này được Fisch. ex Cambess. miêu tả khoa học đầu tiên năm 1824.